# Lonchaea collini
Lonchaea collini är en tvåvingeart som beskrevs av Walter Leopold Victor Hackman 1956. Lonchaea collini ingår i släktet Lonchaea och familjen stjärtflugor. Arten är reproducerande i Sverige. Inga underarter finns listade i Catalogue of Life.